# Bistum Huacho
Das Bistum Huacho (lateinisch Dioecesis Huachensis, spanisch Diócesis de Huacho) ist ein im Westen Perus gelegenes römisch-katholisches Bistum mit Sitz in Huacho. 

## Sprengel
Das Bistum Huacho umfasst die sechs Provinzen Barranca, Cajatambo, Canta, 
Huaral, Huaura und Oyón der Region Lima.

## Geschichte
Das Bistum Huacho wurde am 15. Mai 1958 durch Papst Pius XII. mit der Apostolischen Konstitution Egregia quidem aus Gebietsabtretungen des Erzbistums Lima errichtet und diesem als Suffraganbistum unterstellt.

## Bischöfe von Huacho
- Nemesio Rivera Meza, 15. Mai 1958–28. Januar 1960, dann Bischof von Cajamarca
- Pablo Ramírez Taboado SS.CC., 28. Januar 1960–19. Dezember 1966
- Lorenzo León Alvarado OdeM, 3. August 1967–22. April 2003
- Antonio Santarsiero Rosa OSI, seit 4. Februar 2004